# Distrito do Oeste lausanês
O Distrito do Oeste lausanês na  Suíça , tem como capital a cidade de Renens, e é um dos outros dez distritos que compõem o  Cantão de Vaud.
Depois da reorganização das comunas da suíça do Cantão de Vaud, em Janeiro de 2008, foi criado este distrito do Oeste lausanês (Ouest lausannois, em francês) formado por 8 comunas a saber: Crissier, Prilly e Renens, vindas do distrito de Lausana, assim como as de Bussigny-près-Lausanne, Chavannes-près-Renens, Écublens, Saint-Sulpice   (Vaud), e Villars-Sainte-Croix que faziam parte do antigo distrito de Morges .

## Dados
Este novo distrito do Oeste lausanês cobre uma superfície de 154,5 m2 e com uma população de 68 232 hab. segundo o censo de 2010, o que representa uma densidade populacional de 441,7 hab/km2.

## Geografia
O Distrito do Oeste lausanês é delimitado a Este pelo distrito de Lausana, a Norte pelo distrito de Gros-de-Vaud, a Oeste pelo distrito de Morges. A Sul do distrito, a comunas de Saint-Sulpice (Vaud) fica nas margens do Lago Lemano.

## Imagens

Bandeira do Cantão de Vaud
Escudo de Renens Capital do distrito
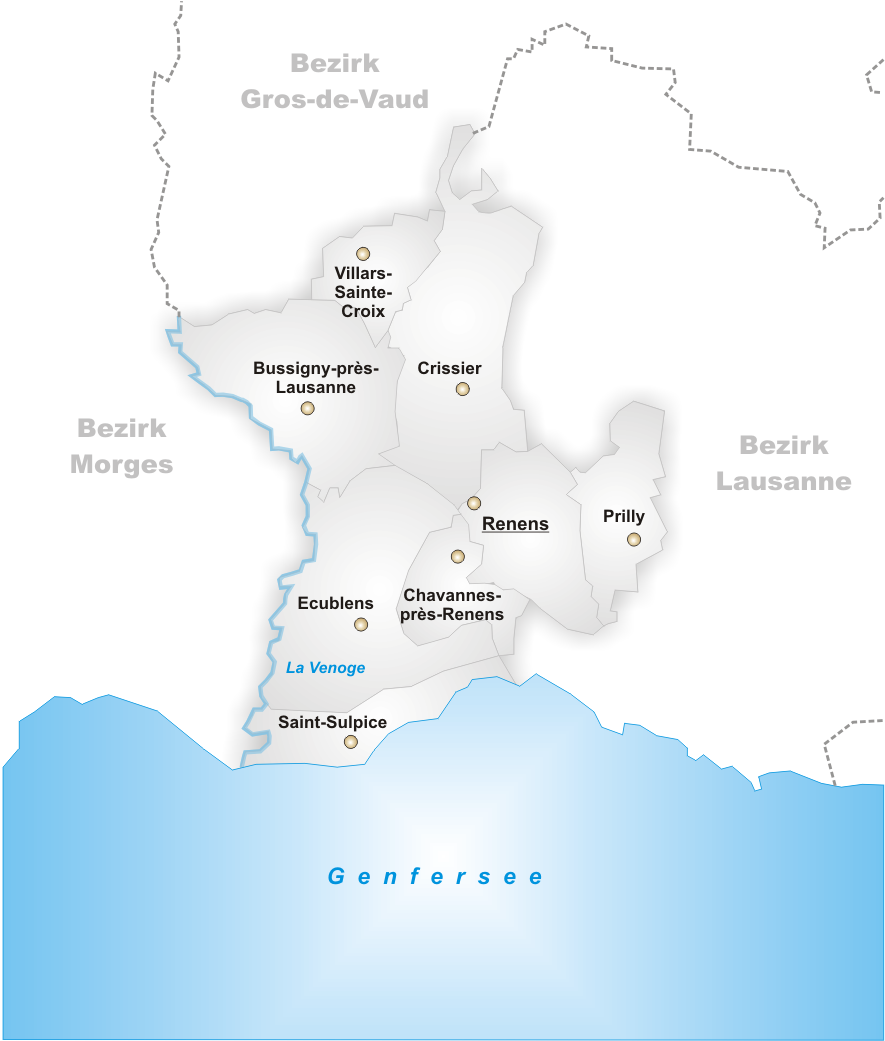
Distrito do Oeste lausanês e comunas

## Comunas
Lista das 8 comunas que compõem o distrito do Oeste lausanês.
| Bussigny-près-Lausanne |
| Chavannes-près-Renens  |
| Crissier               |
| Écublens (Vaud)        |
| Prilly                 |
| Renens                 |
| Saint-Sulpice (Vaud)   |
| Villars-Sainte-Croix   |